# رودی ماتایس
رودی ماتایس (انگلیسی: Rudy Matthijs؛ زادهٔ ۳ مارس ۱۹۵۹) دوچرخه‌سوار اهل بلژیک است.